# Вифлеем

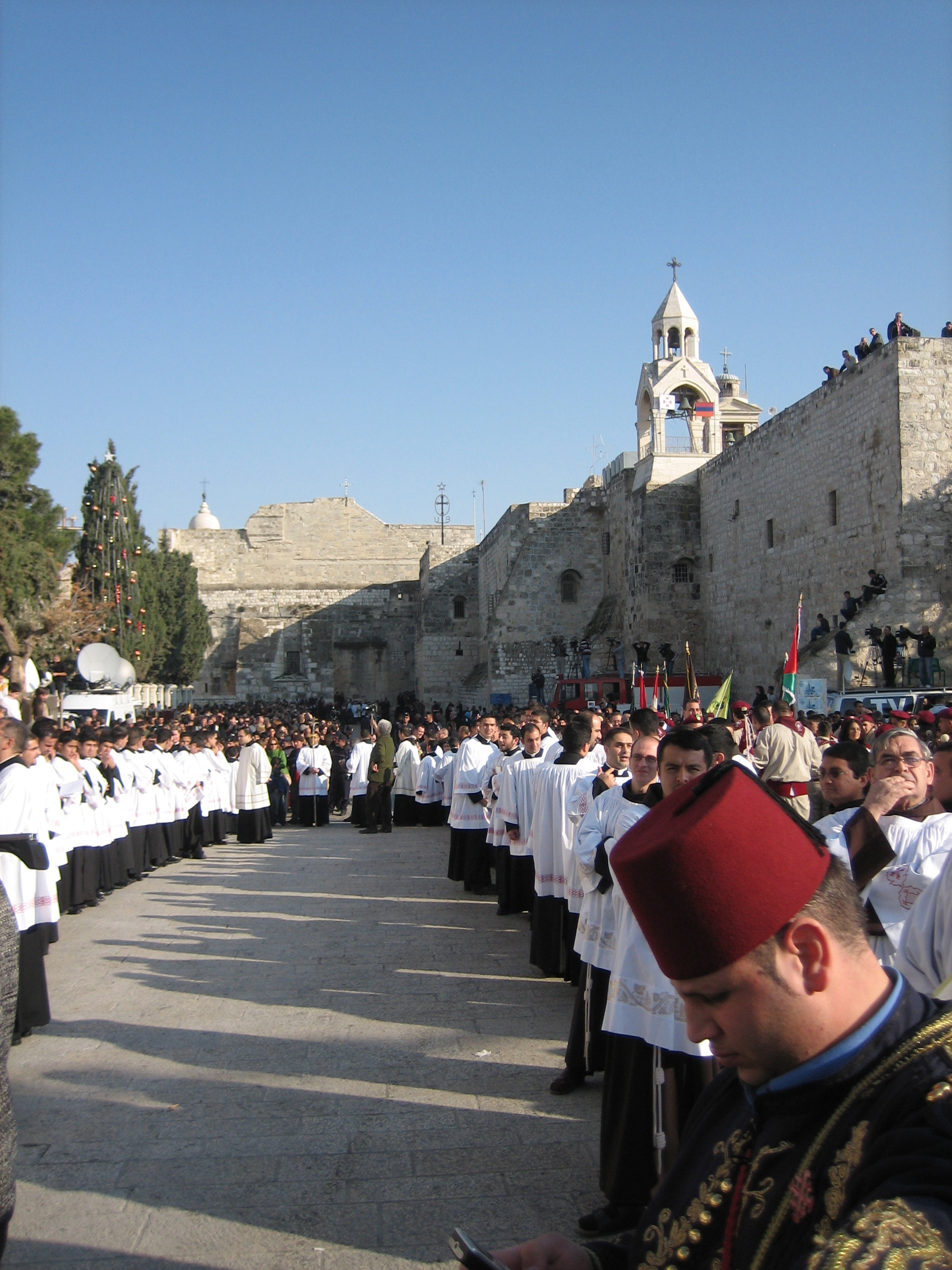
Католическая процессия на Рождественский сочельник 2006

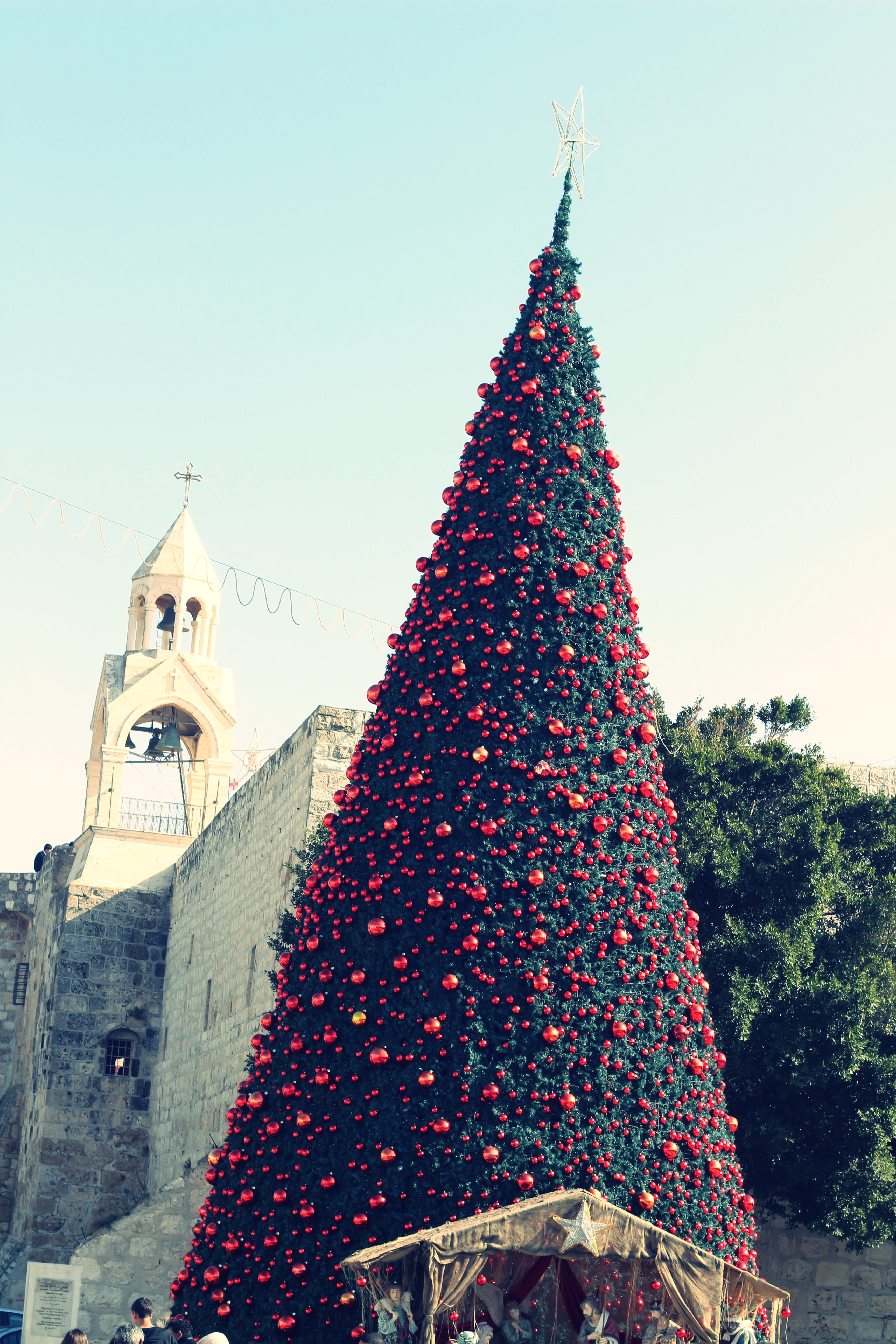
Рождественская ёлка в Вифлееме; за ней Базилика Рождества Христова, 2014

Вифлее́м (араб. بَيْتَ لَحْم‎ Ба́йт-Ла́хм, Бе́йт-Ла́хм — «Дом мяса», ивр. בֵּית לֶחֶם‎ Бе́йт-Ле́хем — «Дом хлеба», греч. Βηθλέεμ, лат. Bethleem, церк.-слав. Виѳлее́мъ) — город на Западном берегу реки Иордан в исторической области Иудея, находящийся под военным и гражданским контролем Палестинской национальной администрации (зона А), столица палестинской провинции Вифлеем; центр паломничества и туризма. Расположен в 10 км к югу от Иерусалима, с которым фактически граничит. Площадь — 5,4 км². Население — 24 949 чел. (2007).
Считается, что впервые город упомянут в Амарнском архиве (1350—1330 до н. э.), когда им владели хананеи. В Вифлееме, согласно ветхозаветной первой книге Царств, родился и был помазан на царство царь Давид, поэтому город также именуется городом Давидовым. Согласно Евангелию, Вифлеем является местом рождения Иисуса Христа, поэтому почитается христианами как второй по святости после Иерусалима. Во II веке город был разрушен императором Адрианом во время восстания Бар-Кохбы; его возрождению способствовала императрица Елена, мать Константина Великого, повелевшая в 327 году построить большой храм Рождества Христова. В 529 году храм был сильно повреждён самаритянами, ограбившими его в ходе восстания, но позже был отстроен императором Юстинианом I.
В 637 году Вифлеем был завоёван мусульманами, правление которых продолжалось в городе до завоевания его крестоносцами в 1099 году, заменившими местное православное духовенство латинским. В середине XIII века мамлюки разрушили стены города, которые в начале XVI века были отстроены османами. После Первой мировой войны власть в Вифлееме перешла от османов к британцам. В 1948 году, в ходе арабо-израильской войны, город был занят Трансиорданией, а позднее, в ходе Шестидневной войны (1967) — Израилем. С 1995 года, согласно Соглашениям в Осло, Вифлеем полностью управляется Палестинской национальной администрацией.
Сегодняшний Вифлеем — город преимущественно мусульманский, но по-прежнему остающийся домом для значительной части палестинской христианской общины. Экономика города развивается главным образом за счёт туризма, достигающего своего пика в рождественский сезон, когда христиане, как и в последние две тысячи лет, совершают паломничество к Святому Вертепу. В Вифлееме расположено более 30 гостиниц и 300 ремесленных мастерских. У северного въезда в город расположена гробница Рахили — важная святыня иудаизма, христианства и ислама.

## Физико-географическая характеристика

### Географическое положение
Вифлеем расположен в Иудейских горах на высоте около 775 м над уровнем моря, в 2 км к югу от Иерусалима. Близлежащие города — Бейт-Сафафа и Иерусалим на севере, Бейт-Джала на северо-западе, Хусан на западе, эль-Хадр и Артас на юго-западе и Бейт-Сахур на востоке. Бейт-Джала и последние образуют агломерацию с Вифлеемом. Лагеря беженцев Аида и эль-Азза расположены в пределах города.
В центре Вифлеема находится его старый город, состоящий из семи мозаично расположенных кварталов, образующих пространство вокруг площади Яслей — христианские ан-Наджаджра (النجاجرة‎), аль-Фарахия (الفراحية‎), аль-Анатра (العناترة‎), ат-Тараджма (التراجمة‎), аль-Кававса (القواوسة‎), аль-Харайзат (الحريزات‎) или Харайзат и аль-Фавагра (الفواغرة‎) — единственный мусульманский квартал. Большинство христианских кварталов названы в честь поселившихся там арабских родов Гассанидов. Квартал эль-Кававса был образован в VIII веке арабскими христианами-эмигрантами из близлежащего города Такуа. Существует также сирийский квартал за пределами старого города, жители которого происходят из турецких городов Мидьята и Омерли. Общая численность населения старого города составляет 5000 человек.

### Климат
Климат в Вифлееме средиземноморский, с жарким сухим летом и мягкими, более влажными зимами. Зимы с середины декабря по середину марта бывают прохладными и дождливыми. Самые холодные температуры в январе — 1…13 °C. Иногда бывают заморозки, отмечено падение температуры до −7 °С. Зимой изредка выпадает снег, обычно по одному дню в месяц в декабре, январе и феврале. С мая по октябрь погода тёплая и солнечная. Самые высокие температуры в августе — максимум 30 °С. В Вифлееме в среднем выпадает 700 миллиметров осадков, из них 70 % — с ноября по январь.
| Показатель                        | Янв.  | Фев.  | Март | Апр. | Май  | Июнь | Июль | Авг. | Сен. | Окт. | Нояб. | Дек.  | Год  |
| --------------------------------- | ----- | ----- | ---- | ---- | ---- | ---- | ---- | ---- | ---- | ---- | ----- | ----- | ---- |
| Средний суточный максимум, °C     | 11,7  | 13,3  | 16,1 | 21,1 | 25,0 | 27,8 | 28,9 | 28,9 | 27,8 | 25,0 | 13,9  | 12,9  | 20,8 |
| Средний суточный минимум, °C      | 3,9   | 4,4   | 6,1  | 9,4  | 12,2 | 15,0 | 17,2 | 17,2 | 16,1 | 13,9 | 9,4   | 5,6   | 10,9 |
| Норма осадков, мм                 | 142,2 | 114,3 | 99,1 | 30,5 | 2,5  | 0    | 0    | 0    | 0    | 22,9 | 68,6  | 109,2 | 589  |
| Источник: The The Weather Channel |       |       |      |      |      |      |      |      |      |      |       |       |      |

Среднегодовая относительная влажность в Вифлееме составляет 60 % и самых высоких показателей достигает с января по февраль. В мае уровень влажности самый низкий. Ночная роса появляется в течение 180 дней в году. Город находится под влиянием средиземноморского бриза, бывающего где-то в середине дня. На Вифлеем также влияют ежегодные волны горячих, сухих песчаных и пыльных ветров-хамсинов из Аравийской пустыни в апреле, мае и середине июня.

## История

### Ханаанский период
В окрестностях Вифлеема были открыты цистерны и фрагменты керамики, отнесённые к эпохе бронзового века. Самое раннее упоминание о Вифлееме предположительно содержится в Амарнском архиве (1350—1330 до н. э.). В одном из шести писем египетскому фараону правитель Иерусалима Абди-Хеба просит помощи у фараона в возвращении ему Бит-Лахми после бунта народа хабиру: «Теперь даже город под Урусалимом, нарицаемый Бит-Лахми, селение, некогда принадлежащее царю, перешел к жителям Кеиля… Да услышит царь слова слуги твоего Абди-Хебы, и пошлёт лучников, да возвратят царские земли царю!».
Считается, что сходство названия Бит-Лахми с его современной формой указывает на то, что это было поселение хананеев, разделивших семитское культурное и языковое наследие с более поздними пришельцами. Лахму был аккадским богом плодородия, которому хананеи поклонялись как Лехему. Некоторое время в третьем тысячелетии до н. э., хананеи возвели на холме, ныне известном как холм Рождества, храм, вероятно, посвящённый Лехему. Храм, а затем образовавшийся вокруг него город, был известен как Бейт-Лехем «Дом (Храм) Лехема». Позднее филистимляне создали там гарнизон.
Раскопки совместной итальянско-палестинской экспедицией в 2016 году кладбища, обнаруженного весной 2013 года, показали, что некрополь охватывал 3 га и первоначально содержал более 100 захоронений, используемых около 2200—650 гг. до н. э. Археологи смогли распознать по меньшей мере 30 захоронений.

### Израильский и Иудейский период
В 2012 году при раскопках в городе Давида была найдена булла (глиняная печать), используемая для запечатывания документа или предмета. На булле изображены три строки древнееврейского письма: «Bishv'at — Bat Lechem — [Lemel]ekh», что в переводе означает «в седьмой — Вифлеем — царю». Директор раскопок археолог Эли Шукрон считал, что надпись означает: «на седьмом году правления царя (неясно, идет ли речь о царе Езекии, Манассии или Иосии) из Вифлеема была отправлена посылка царю в Иерусалим». Такие буллы использовались для опечатывания налоговых отправлений, перечисляемых в налоговую систему Иудейского царства в VIII или VII веке до н. э. Эта надпись считается самым ранним археологическим свидетельством существования города Вифлеема.

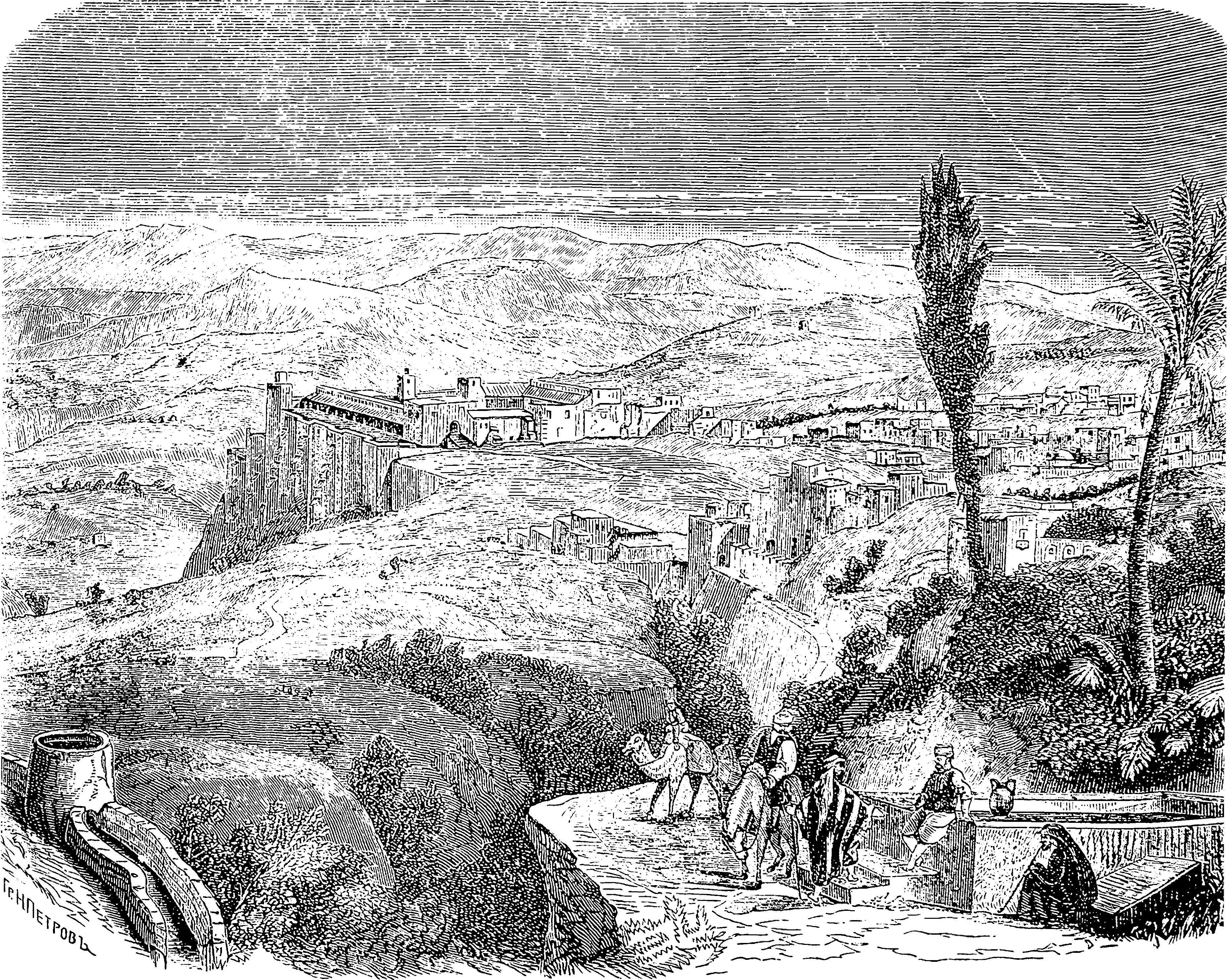
Вифлеем. Иллюстрация из «Библейской энциклопедии» архим. Никифора. Гравюра на стали. 1891

Библеисты считают, что Вифлеем, расположенный на иудейских холмах, и есть библейская Ефрафа (אפרתה‎), что значит «плодоносный», так как в книге пророка Михея есть ссылка на него как Вифлеем-Ефрафа (Быт. 35:16, Быт. 48:7, Руфь. 4:11), для отличия от Вифлеема Завулонова. Библия также называет его Вифлеемом Иудейским (1Цар. 17:12), а Новый Завет описывает его как город Давидов (Лк. 2:4). Он впервые упоминается в Библии как место, где умерла и была похоронена «на дороге» праматерь Рахиль (Быт. 48:7). Гробница Рахили, традиционное место захоронения, расположена у въезда в Вифлеем. Согласно книге Руфи, долина на востоке от города — это место, где Руфь-моавитянка убирала поля и вернулась в город с Ноеминью.
В Вифлееме находился дом Иессея (1Цар. 16:1), отца царя Давида, который здесь же был помазан на царство пророком Самуилом (1Цар. 16:4—13). Ещё в юности Давида город был обнесён стеной, царь Ровоам превратил его в крепость, северо-восточный бастион оборонительной системы, охранявшей центральную область Иудеи (2Пар. 11:5-6). Именно из вифлеемского колодца трое воинов Давида принесли ему воду, когда он прятался в пещере Адуллама (2Цар. 23:13—17).
В послании IV века паломник из Бурдигалы сообщал, что гробницы Давида, Иезекииля, Асафа, Иова, Иессея и Соломона находятся близ Вифлеема, что не подтвердилось.

### Классический период
Во время правления царя Иудеи Ирода, согласно Евангелиям (Мф. 2:1-11, Лк. 2:4-7), в Вифлееме родился Иисус Христос. В 132 году Вифлеем был разрушен войсками императора Адриана при подавлении восстания Бар-Кохбы. Впоследствии Адриан построил над Вертепом Рождества святилище в честь греческого бога Адониса, чтобы почтить своего фаворита, греческого юношу Антиноя. Некоторые учёные полагают, что это место было изначально посвящено Адонису-Таммузу, а затем принято христианами в качестве места рождения Иисуса Христа.
Около 326 года императрица Елена, супруга императора Констанция Хлора и мать императора Константина Великого, совершила паломничество в Святую землю, в ходе которого она посетила Вифлеем. Императрица способствовала восстановлению города, и, по свидетельству Евсевия Кесарийского, руководила строительством храма Рождества Христова.
В 529 году, в ходе восстания самаритян, Вифлеем был разграблен, а его стены и базилика Рождества Христова разрушены; восстановлены они были по повелению императора Юстиниана I. В 614 году персидская империя Сасанидов, поддержанная еврейскими повстанцами, вторглась в Палестину Приму и заняла Вифлеем. Позднейшие источники утверждают, что персы воздержались от разрушения базилики, увидев на мозаике волхвов в персидских одеждах.

### Средние века

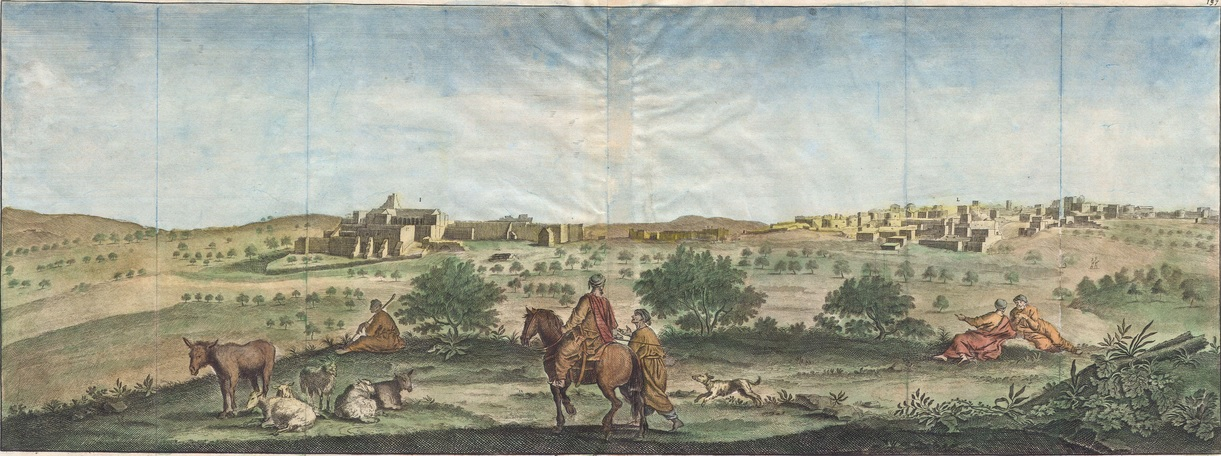
К. де Брюйн. «Вифлеем». 1698

В 637 году, вскоре после взятия Иерусалима, мусульманские войска вошли в Вифлеем, второй халиф ислама Умар ибн Хаттаб оставил базилику во владении христиан. В городе, на месте рядом с церковью, где молился Умар, была построена мечеть, посвящённая его имени. Затем, в VIII веке, Вифлеем перешёл под власть исламского халифата Омейядов, затем, в IX веке, — Аббасидов. В середине IX века персидский географ писал, что в городе есть хорошо сохранившийся и очень почитаемый храм. В 985 году арабский географ Шамсуддин аль-Мукаддаси посетил Вифлеем и упомянул храм как «базилику Константина, равной которой нет нигде в стране». В 1009 году, в правление шестого фатимидского халифа, Аль-Хакима Биамриллаха, базилику Рождества Христова было приказано снести, но она была спасена местными мусульманами, которым было разрешено совершать поклонения в южном трансепте строения.
В 1099 году Вифлеем был захвачен крестоносцами, укрепившими его и построившими новый монастырь и клуатр у северного фасада базилики Рождества Христова. Православное духовенство снято из-за его взглядов и заменено латинскими клириками. Доселе официальное христианское присутствие в краю было православным. В Рождество 1100 года Балдуин I, первый король франкского Иерусалимского королевства, был коронован в Вифлееме, в этом же году в городе также был создан латинский епископат.
В 1187 году Саладин, султан Египта и Сирии, возглавивший мусульманских Айюбидов, отвоевал Вифлеем у крестоносцев. Латинские священнослужители были вынуждены уйти, что позволило православному духовенству вернуться. В 1192 году Саладин согласился на возвращение двух латинских священников и двух диаконов. Но Вифлеем пострадал от потери доходов от паломничества, так как произошло резкое снижение числа европейских пилигримов. Гильом IV, граф Неверский, обещал христианским епископам Вифлеема, что если город попадёт в руки мусульманам, он встретит их в маленьком городке Кламси, что в нынешней Бургундии. В конечном итоге епископ Вифлеемский в должный час, в 1223 году, поселился в госпитале Пантенор. Кламси оставался постоянной кафедрой епископа Вифлеемского in partibus infidelium почти 600 лет, вплоть до Французской революции 1789 года.
В 1229 году по договору между императором Священной Римской империи Фридрихом II и айюбидским султаном Аль-Камилем Мухаммадом ибн Ахмадом, Вифлеем, вместе с Иерусалимом, Назаретом и Сидоном, был передан Иерусалимскому королевству в обмен на десятилетнее перемирие между Айюбидами и крестоносцами. Договор истёк в 1239 году, и в 1244 году Вифлеем был захвачен мусульманами. В 1250 году, с приходом к власти мамлюков во главе с Рукн ад-Дин Бейбарсом, терпимость к христианству уменьшилась. Члены духовенства покинули город, а в 1263 году городские стены были разрушены. Латинское духовенство вернулось в Вифлеем в следующем столетии, обосновавшись в монастыре, примыкающем к базилике Рождества Христова. Православные овладели базиликой и разделили владение Млечным вертепом с латинянами и армянами.

### Османский период

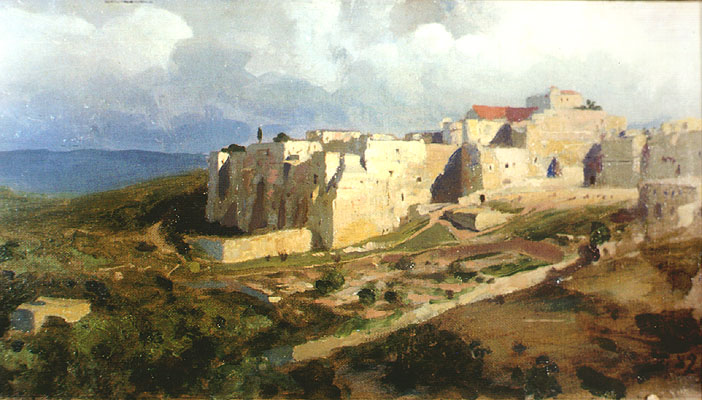
В. Д. Поленов. «Вифлеем». 1882. Бумага, акварель. Саратовский государственный художественный музей им. А. Н. Радищева

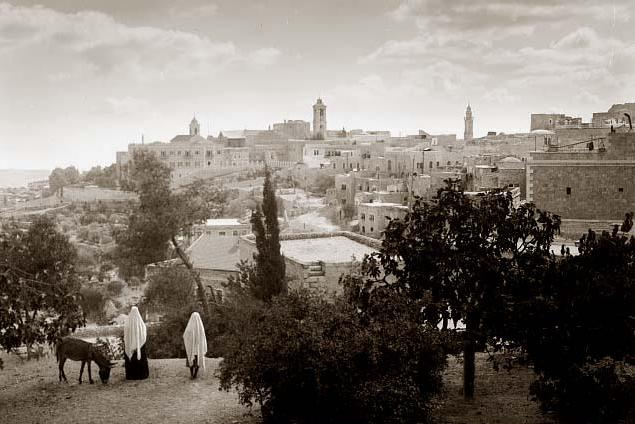
Вид Вифлеема со стороны Иерусалима. 1898 год

В начале XVI века, в годы османского владычества стены Вифлеема были отстроены. С 1517 года, опека над базиликой стала предметом ожесточённых споров между католической и православной церквями. К концу XVI века Вифлеем стал одним из крупнейших селений в Иерусалимском округе и был разделён на семь кварталов. В это время представители семейства Басбус служили главами Вифлеема среди прочих руководителей. Османский налоговый отчёт и перепись 1596 года свидетельствуют о том, что население Вифлеема тогда составляло 1435 человек, что делало его в то время тринадцатым по величине селением в Палестине. Его общий доход составил 30 000 акров.
Вифлеем платил налоги на пшеницу, ячмень и виноград. Мусульмане и христиане были организованы в отдельные общины, каждая из которых имела собственного главу. Пятеро глав представляли деревню в середине XVI века, из них трое были мусульманами. Османские налоговые отчёты свидетельствуют о том, что христианское население было немного более процветающим или выращивало больше зерна, чем винограда (зерно было товаром более ценным).
В 1831—1841 годах Палестина находилась под властью египетской династии Мухаммеда Али. В это время город пострадал от землетрясения, а также разрушения в 1834 году египетскими войсками мусульманского квартала, по-видимому, в качестве расправы за убийство привилегированного лоялиста Ибрагима-паши. В 1841 году Вифлеем вновь оказался под властью Османской империи и оставался в её составе до конца Первой мировой войны. Под властью османов вифлеемляне столкнулись с безработицей, принудительной военной службой и тяжёлыми налогами, что привело к массовой эмиграции, особенно в Южную Америку. Американский миссионер в 1850-х годах сообщал, что численность населения города тогда составляла до 4000 человек, почти все из которых исповедовали православие. Он также отмечал, что нехватка воды замедлила рост города.
Шведский востоковед Альберт Сосин сообщает, что, согласно официальному списку османских селений, примерно с 1870 года в Вифлееме было 179 мусульман в 59 домах, 979 «латинян» в 256 домах, 824 «грека» в 213 домах и 41 армянин в 11 домах, в общей сложности 539 домов. Численность населения в отчёте включала только мужчин. Немецкий востоковед Мартин Хартман сообщал, что в Вифлееме было 520 домов.

### Новейшее время
В 1918 году, в ходе Первой мировой войны, Вифлеем был занят британскими войсками. В 1920—1948 годах город управлялся Британским мандатом. В резолюции Генеральной Ассамблеи ООН 1947 года о разделе Палестины Вифлеем был включён в особый международный анклав Иерусалима, долженствовавший управляться Организацией Объединённых Наций. Город был занят Трансиорданией в ходе арабо-израильской войны 1948 года. Многие беженцы из районов занятых израильскими войсками в 1947—1948 годах, бежали в район Вифлеема, в основном поселившись в местах, официально ставших именоваться лагерями беженцев Эль-Азза (Бейт-Джибрин), Аида на севере, и Ад-Дахиша на юге. Приток беженцев заметно преобразовал христианское большинство Вифлеема в мусульманское.

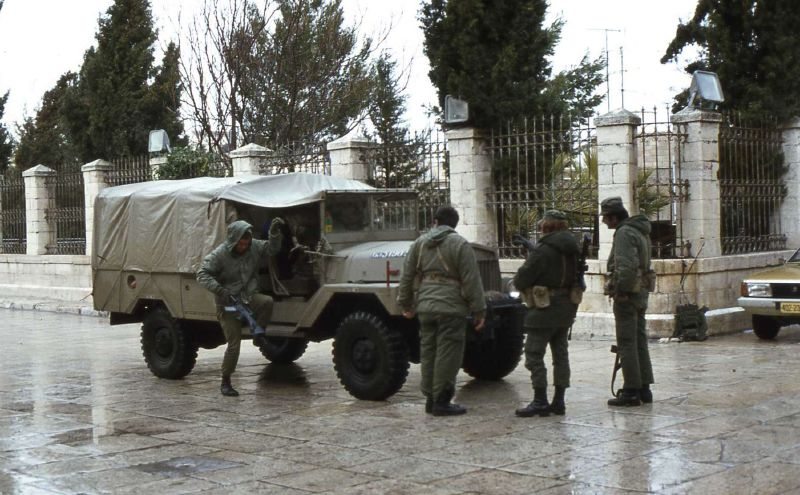
Израильские солдаты в Вифлееме. 1978 год

Трансиордания сохраняла контроль над городом до Шестидневной войны 1967 года, когда Вифлеемом, вместе с остальной часть Западного берега, овладел Израиль. В 1995 году Израиль передал его Палестинской национальной администрации согласно мирным соглашениям в Осло. Израильские войска были выведены из Вифлеема, а через три дня город перешёл под полный административный и военный контроль ПНА. Во время Второй палестинской интифады 2000—2005 годов был нанесён ущерб инфраструктуре и туристической индустрии Вифлеема. В 2002 году это была первая боевая зона операции «Защитная стена», крупного военного контрнаступления Армии обороны Израиля. В ходе контрнаступления силы АОИ осадили базилику Рождества Христова, где искали убежища около 200 арабов, включая палестинских боевиков, захвативших в заложники около 60 священнослужителей Базилики. Осада длилась 39 дней. Несколько боевиков были убиты. В конечном итоге было заключено соглашение об изгнании 13 разыскиваемых боевиков в разные зарубежные страны и 26 — в Сектор Газа.
Сегодня город окружён двумя объездными дорогами для поселенцев, вследствие чего местные жители стеснены 37 еврейскими анклавами, где проживает четверть всех поселенцев Западного берега, около 170 тыс. человек, и промежутком между двумя дорогами, заграждённым восьмиметровой стеной Израильского разделительного барьера, отсекающего Вифлеем от Иерусалима.

## Местное самоуправление

### Муниципальный совет

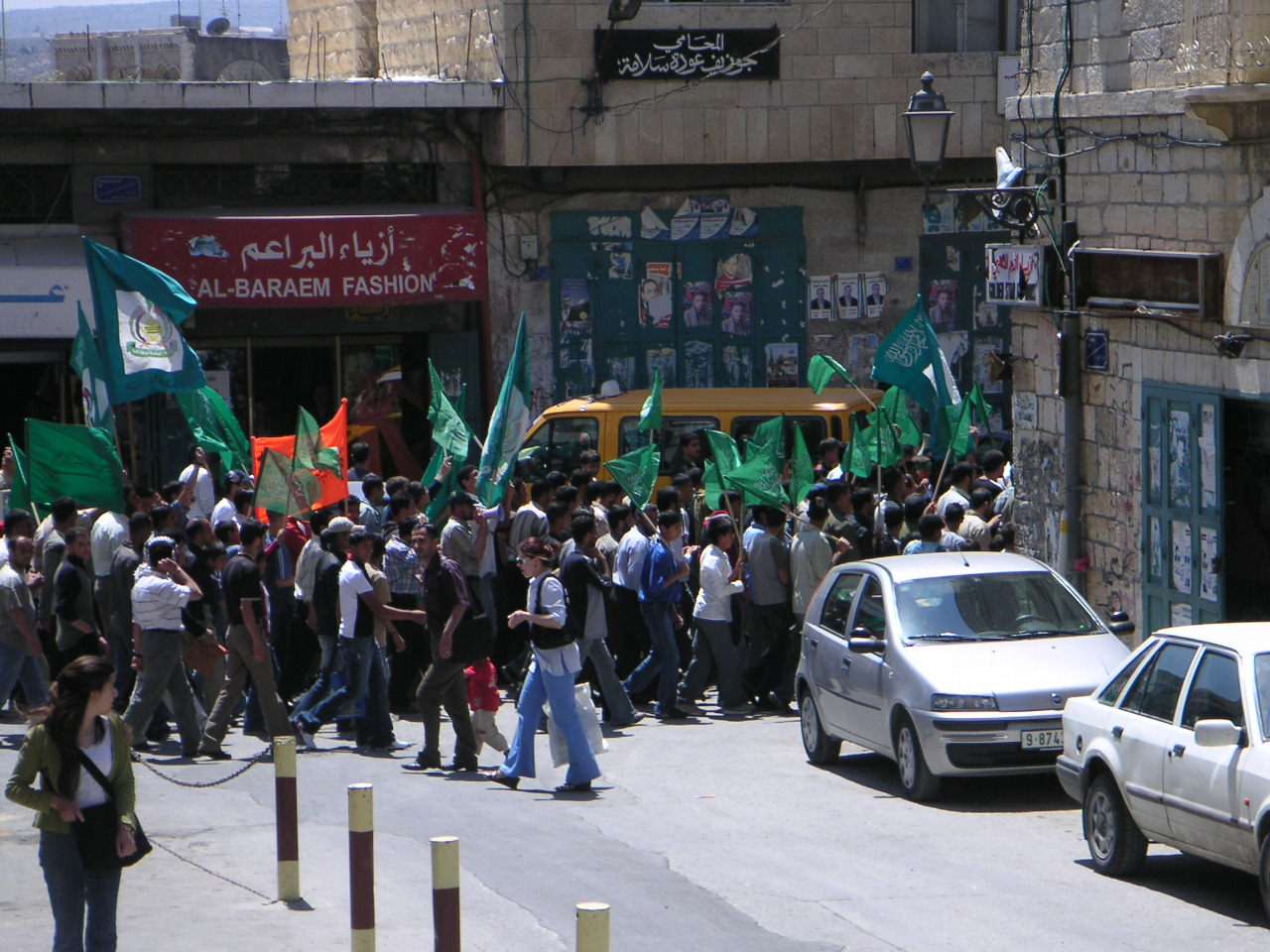
Манифестация «Хамас» в Вифлееме. Май 2006 года

Первые муниципальные выборы в городе были проведены в 1876 году, после того, как мухтары («головы») кварталов Старого города Вифлеема (кроме сирийского квартала) приняли решение избрать местный совет из семи членов для представления каждого из родов города. Устав города был писан таким образом, чтобы, если победитель мэрских выборов был католиком, его заместитель принадлежал к православной общине.
Вскоре, когда Вифлеемом стали управлять британцы и хашимиты, к участию в выборах был допущен сирийский квартал, а также бедуины Тамры и палестинские беженцы, почему было утверждено 11 муниципальных членов совета. В 1976 году была принята поправка, позволявшая женщинам избирать и быть избранными в совет, затем возраст обретения права голоса был повышен с 21 до 25.
Сегодня Вифлеем является административным центров одноимённой провинции. Местный орган самоуправления, Вифлеемский муниципальный совет, состоит из 15 выборных, включая мэра и вице-мэра. Особый устав требует, чтобы мэр и большинство в муниципальном совете исповедовали христианство, а остальные места были открыты для кандидатов независимо от их вероисповедания.
В совете есть несколько политических фракций, в том числе коммунисты, исламисты и секуляристы. Левые группировки Организации освобождения Палестины (ООП), такие как Народный фронт освобождения Палестины (НФОП) и Палестинская народная партия (ПНП), обычно занимают большинство зарезервированных мест. На палестинских муниципальных выборах 2005 года «Хамас» получил большинство открытых мест.

### Мэры
Мэр и вице-мэр Вифлеема обязаны, в соответствии с муниципальным правом, исповедовать христианство. На муниципальных выборах в октябре 2012 года победила член ФАТХ Вера Бабун, став первым мэром-женщиной в Палестине.
- Михаэль Абу Саада — 1876
- Халиль Якуб — 1880
- Сулейман Ясир — 1884
- Исса Абдулла Маркус — 1888
- Якуб Халиль Элиас — 1892
- Ханна Мансур — 1895—1915
- Салим Исса аль-Батарса — 1916—17
- Салах Джирис Ямакан — 1917—21
- Муса Каттан — 1921—25
- Ханна Ибрагим Милада — 1926—28
- Николоа Аттала Шаин — 1929—1933
- Ханна Исса аль-Каввас — 1936—46
- Исса Басил Бандак — 1946—51
- Элиас Бандак — 1951—53
- Афиф Салм Батарса — 1952—53
- Элиас Бандак — 1953—57
- Айюб Мусаллам — 1958—62
- Элиас Бандак — 1963—72
- Элиас Фреидж — 1972—97
- Ханна Нассер — 1997—2005
- Виктор Батарса — 2005—2012
- Вера Бабун — 2012—2017[74]
- Антон Салман — 2017—наст. вр.

## Население

### Общая характеристика
В начале XVI века, согласно османским налоговым отчётам, христиане составляли примерно 60 % населения Вифлеема, а численность мусульман и христиан в городе сравнялась к середине XVI века. Однако к концу века среди зарегистрированных 287 взрослых налогоплательщиков мусульмане не числились. Христиане, как и все зимми по всей Османской империи, обязаны были платить налог джизья. В 1867 году американский посетитель сообщает, что в городе обитают от 3 до 4 тыс. человек, из которых около 100 были протестантами, 300 — мусульманами, а «остальные принадлежали к латинским и греческим церквям, в том числе несколько армян». В другом докладе того же года христианское население составляет 3 тыс. человек, а остальные 50 — мусульмане. Источник 1885 года оценивал население города в около 6 тыс. «главным образом христиан, латинян и греков», причем евреев в городе не было.
В 1948 году религиозный состав города составлял 85 % христиан, в основном православных и римокатоликов, и 13 % мусульман. В переписи 1967 года, проведённой израильскими властями, в Вифлееме насчитывалось 14 349 жителей, из которых 7790 мусульман составляли 53,9 % населения, в то время как христиан разных конфессий числилось 6231 или 46,1 %.
По переписи Палестинского центрального статистического бюро (ПЦСБ) 1997 года, в городе проживало 21 670 человек, в том числе в общей сложности 6570 беженцев, что составляло 30,3 % населения города. В 1997 году возрастное распределение вифлеемлян составляло 27,4 % младше 10 лет, 20 % — 30—44 года, 12,1 % — 45—64 года и 5,3 % — за 65 лет. Мужчин числилось 11 079, женщин — 10 594. Согласно переписи ПЦСБ 2007 года, в Вифлееме насчитывалось 25 266 человек, из которых 12 753 — мужчины, а 12 513 — женщины. Числилось 6 709 единиц жилья, из которых 5211 были домохозяйствами. Средняя численность семьи составляла 4,8 члена.

### Христианское население

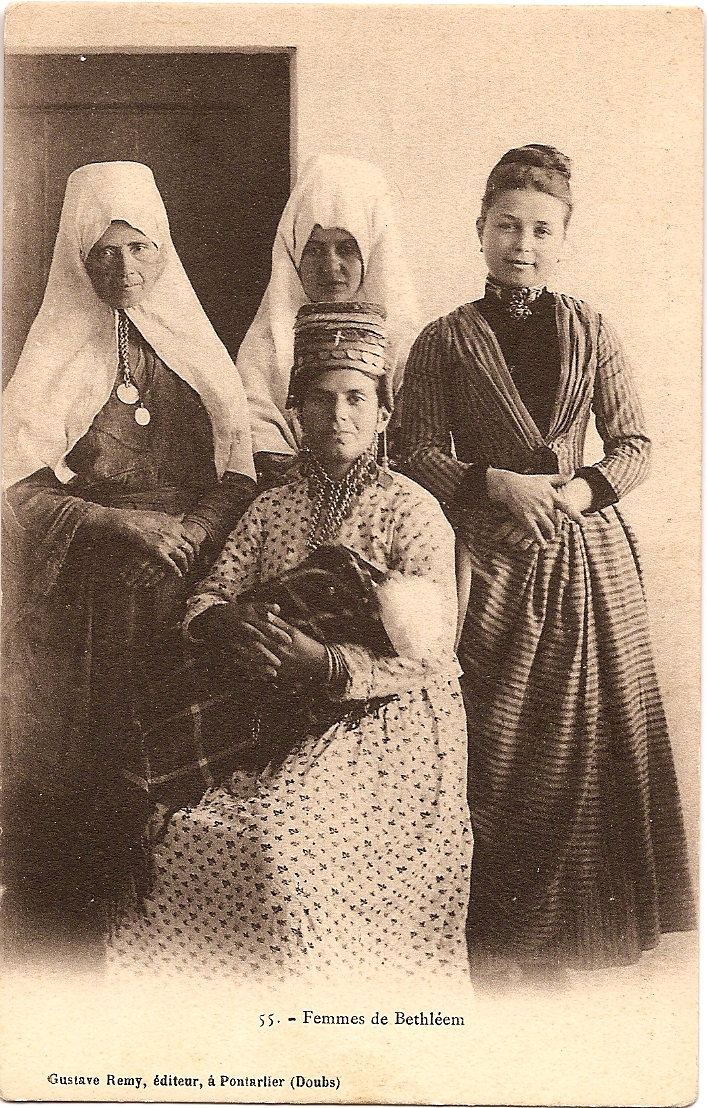
Четыре вифлеемлянки-христианки, 1911 год

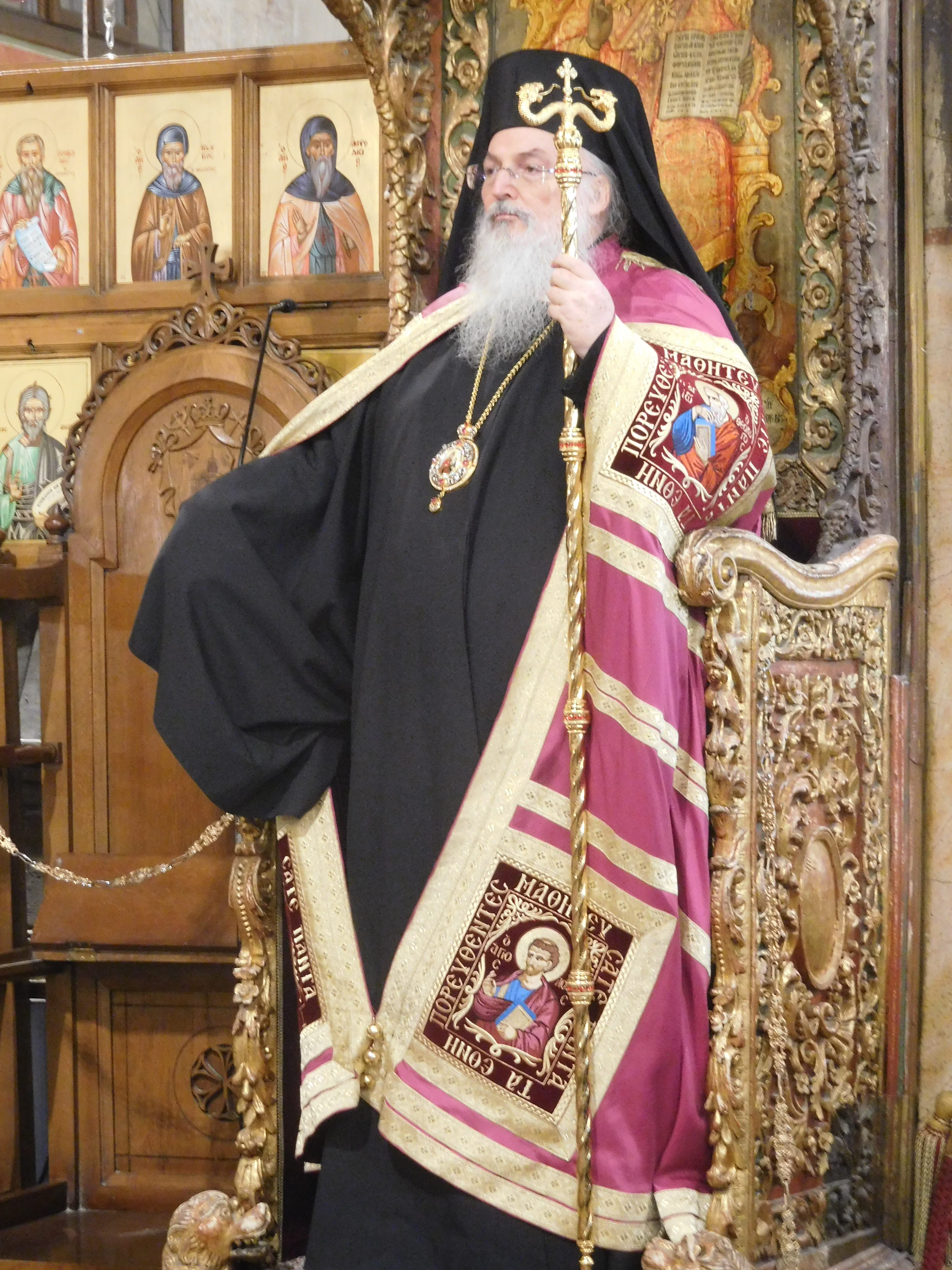
Архиепископ Иорданский Феофилакт (Георгиадис). Февраль 2018

После мусульманского завоевания Леванта в 630-х годах местные христиане арабизировались, хотя большинство были этническими арабами из гассанидских родов. Два крупнейших арабских христианских рода Вифлеема прослеживают свою родословную к Гассанидам, в том числе роды аль-Фарахия и ан-Наджара. Первые произошли от Гассанидов, переселившихся из Йемена и окрестностей Вади-Муса в нынешней Иордании, а ан-Наджаджра пришли из Наджрана. Другой вифлеемский род, аль-Анатра, также прослеживает свою родословную к Гассанидам.
С годами доля христиан в городе неуклонно снижалась, в основном из-за эмиграции. Более низкая рождаемость христиан также объясняет некоторую часть спада. В 1947 году христиане составляли 85 % населения, но к 1998 году этот показатель сократился до 40 %. В 2005 году мэр Вифлеема Виктор Батарса объяснил, что «из-за напряжения, физического или психологического, и бедственного экономического положения многие люди эмигрируют, будь то христиане или мусульмане, но это более очевидно среди христиан, так как они уже являются меньшинством». Палестинская администрация официально привержена равенству для христиан, хотя бывали случаи насилия против них со стороны Службы превентивной безопасности и вооружённых группировок. На площади Яслей расположена мечеть Омара — единственная в Старом городе.
Начало Второй интифады и связанный с этим спад туризма также затронули христианское меньшинство, поскольку они являются владельцами многих гостиниц и услуг для иностранных туристов. Статистический анализ исхода христиан показал отсутствие экономических и образовательных возможностей, в особенности из-за положения христиан из среднего класса и высшего образования. Со времени Второй интифады 10 % христианского населения покинули город.
В 2006 году Палестинский центр исследований и культурного диалога провёл опрос среди христиан города, согласно которому 90 % сказали, что у них были друзья-мусульмане, 73,3 % согласились с тем, что ПНА относилась к христианскому наследию города с уважением, а 78 % назвали израильскую блокаду причиной исхода христиан. Однако вполне вероятно, что существует множество факторов, большинство из которых разделяются палестинским населением в целом.

## Экономика

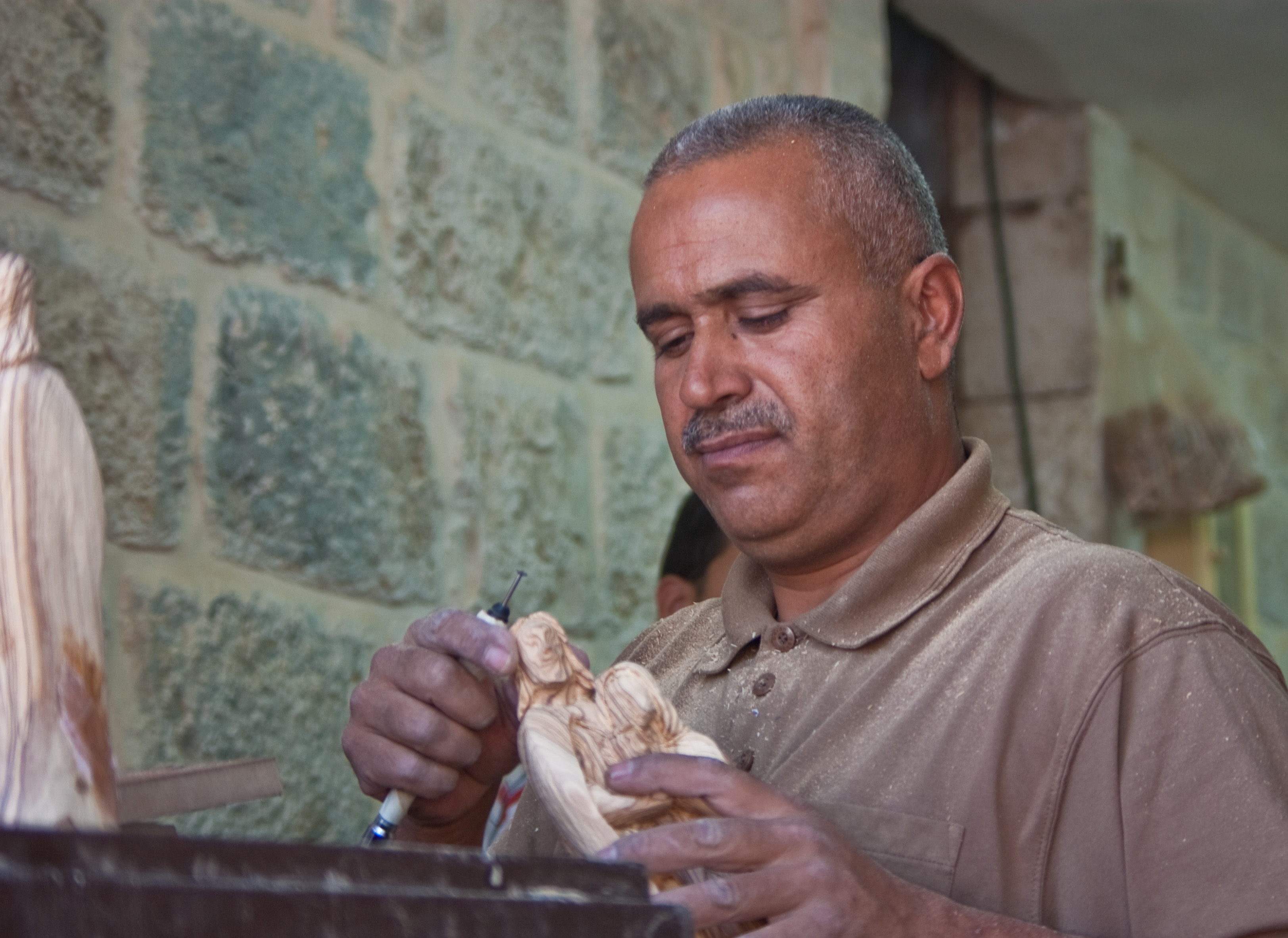
Вифлеемлянин за резьбой по дереву

### Торговля и промышленность
Розничная торговля является основным источником дохода города, в особенности в рождественский сезон. Главные улицы города и старые рынки застроены магазинами, где продаются палестинские ремесленные изделия, ближневосточные пряности, ювелирные изделия и восточные сладости наподобие пахлавы. Резьба по оливковому дереву — предмет, наиболее покупаемый туристами, посещающими Вифлеем. Религиозные ремёсла включают украшения ручной работы из перламутра, а также статуэтки из оливковой древесины, шкатулки и кресты.
Другие отрасли промышленности включают резьбу по камню и мрамору, текстиль, мебель и домашние принадлежности. Вифлеемские предприятия также производят краски, пластмассы, резину, лекарства, строительные материалы и пищевые продукты, в основном макаронные и кондитерские изделия. С 1885 года монахами монастыря Кремисан производится вино. Виноград выращивается в основном в районе Эль-Хадра. В 2007 году винодельческая продукция монастыря составляла около 700 тыс. литров в год.

### Бизнес

В 2018 году развернулась активная застройка города высокоэтажным жильём

Первая торгово-промышленная палата была создана в Вифлееме в начале 1950-х годов. Первый её совет директоров был 16 апреля 1952 года. 30 августа 1965 года был избран новый совет директоров. С началом празднования 2000-летия Рождества Христова провинция Вифлеем вступила в новый этап строительства и развития. Указом министра экономики и торговли был утверждён новый совет директоров палаты, в который вошли лучшие бизнесмены и экономисты. Торгово-промышленная палата провинции Вифлеем находится под эгидой Палестинской федерации торгово-промышленных палат, промышленности и сельского хозяйства, располагающейся в Иерусалиме и включающей в себя пятнадцать палат Палестины.
В 2008 году в Вифлееме состоялся крупнейший на сегодняшний день экономический форум на палестинских территориях. Он был инициирован премьер-министром Палестины и экс-министром финансов Салямом Файядом, чтобы убедить более тысячи бизнесменов, банкиров и правительственных чиновников со всего Ближнего Востока вложить средства в Западный берег реки Иордан и сектор Газа. Для инвестиций в бизнес на палестинских территориях было собрано 1,4 млрд долл. США.

### Туризм

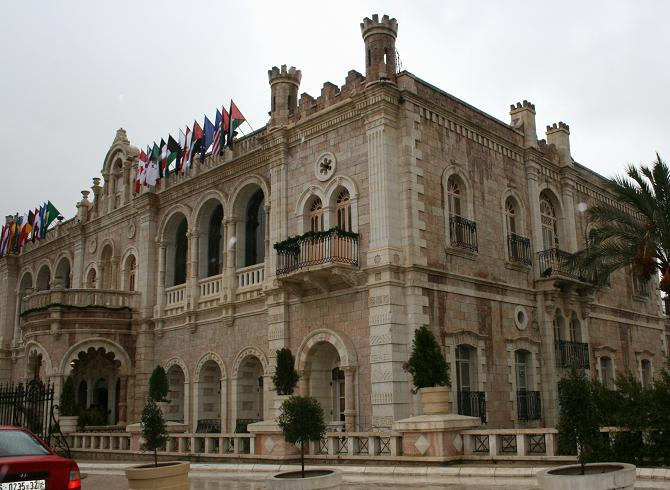
«Ясир Палас» — старейший отель Вифлеема

Туризм является основной экономической отраслью Вифлеема. Ежегодно в город приезжают более 2 млн посетителей. На туризм приходится примерно 65 % экономики города и 11 % — Палестинской национальной администрации. В промышленности занято более 20 % работающего населения. В отличие от других палестинских населённых пунктов до 2000 года, большинство занятых местных жителей не ездило на работу в Израиль.
Базилика Рождества Христова — одна из главных достопримечательностей Вифлеема, привлекающая христианских паломников. Она стоит в центре города, на площади Яслей, над гротом или пещерой, называемой Вертепом Рождества, где, по преданию, родился Иисус Христос. Рядом находится Молочная пещера, где, по преданию, Святое семейство укрылось во время бегства в Египет, и Богородица уронила капли Своего молока, а по соседству — пещера, в которой святой Иероним в течение тридцати лет писал Вульгату, латинский перевод Библии, господствовавший до Реформации.
В Вифлееме открыто более тридцати гостиниц. «Ясир Палас», построенный в 1910 году возле базилики, — старейший и один из успешнейших вифлеемских отелей. В 2000 году он был закрыт из-за израильско-палестинского конфликта и вновь открылся в 2005 году как дворец «Ясир Интерконтинентал».

## Транспорт

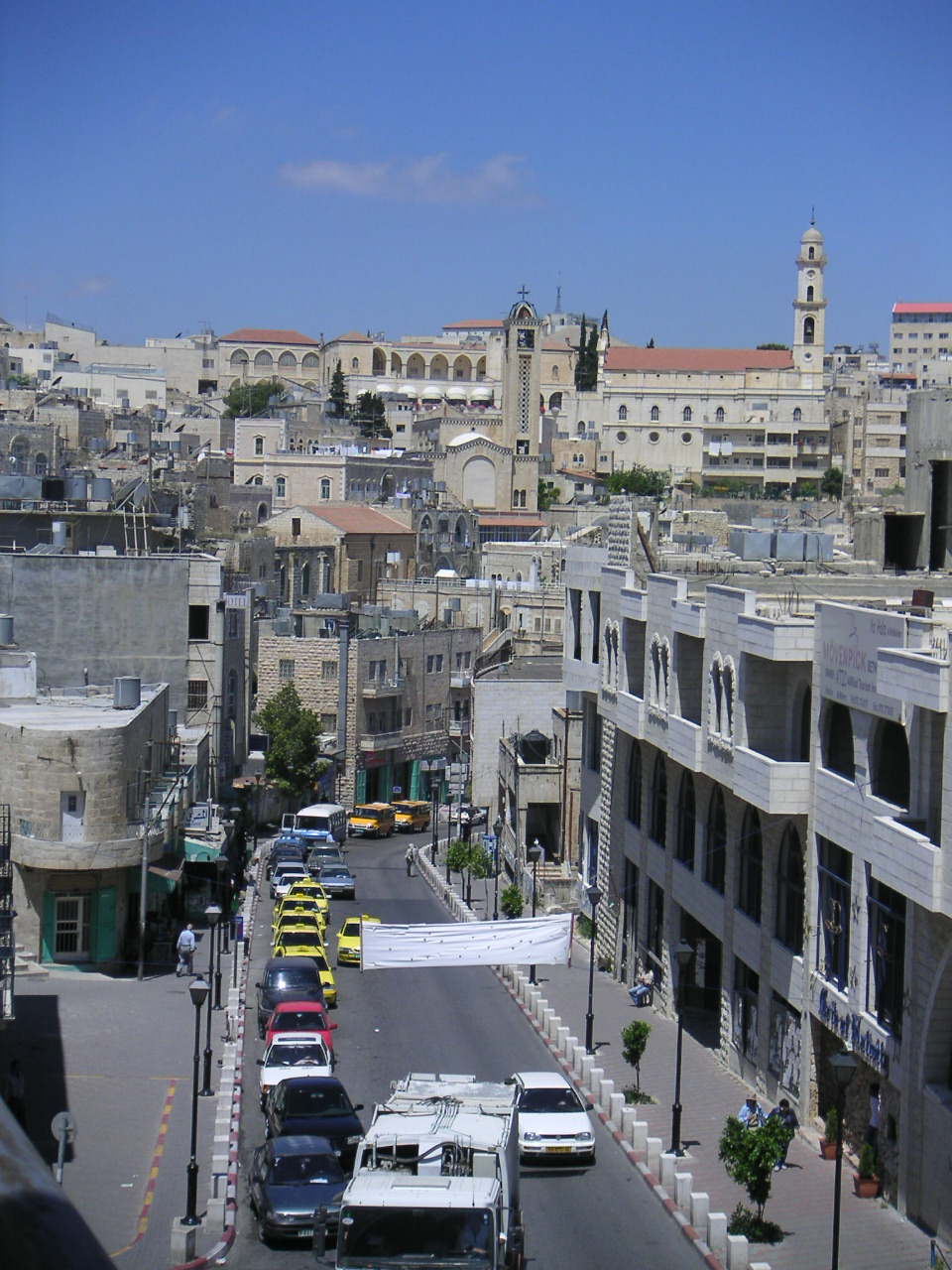
Одна из улиц Вифлеема

В Вифлееме есть три автовокзала, принадлежащие частным компаниям, обслуживающим Иерусалим, Бейт-Джалу, Бейт-Сахур, Хеврон, Нахалин, Баттир, Эль-Хадр, Эль-Убейдию и Бейт-Фадджар. Имеются две станции такси, совершающих поездки в Бейт-Сахур, Бейт-Джалу, Иерусалим, Такуа и к Иродиону. Есть два отдела проката автомобилей: «Мурад» и «Ораби». Автобусам и такси с лицензиями Западного берега запрещается въезжать в Израиль, включая Иерусалим, без разрешения.
Строительство Израильского разделительного барьера повлияло на Вифлеем политически, социально и экономически. Барьер расположен вдоль северной части застроенной территории города, в пределах нескольких домов в лагере беженцев Аида с одной стороны и муниципалитета Иерусалима — с другой. На большинстве въездов и выездов из Вифлеемской агломерации на остальную часть Западного берега в настоящее время стоят израильские контрольно-пропускные пункты и блокпосты. Уровень доступа зависит от израильских директив безопасности. Передвижение палестинских жителей Вифлеема с Западного берега в Иерусалим регулируется системой пропусков. У палестинцев должен быть пропуск на вход в еврейскую святыню — Гробницу Рахили. Гражданам Израиля запрещено въезжать в Вифлеем и ближайшие библейские пруды Соломона.

## Образование
По данным Палестинского центрального статистического бюро (ПЦСБ), в 1997 году примерно 84 % населения Вифлеема в возрасте старше 10 лет были грамотными. Из населения города 10 414 человек были зачислены в школы (4015 — в начальные, 3578 — в средние и 2821 — в высшие). Около 14,1 % учащихся получили дипломы. В 2006 году в провинции Вифлеем было 135 школ, из которых 100 управлялись министерством образования ПНА, 7 — Ближневосточным агентством ООН для помощи палестинским беженцам и организации работ (БАПОР), а 28 были частными.
Вифлеемский университет — католическое смешанное образовательное учреждение, основанное в 1973 году в ласаллианской традиции, открытой для студентов всех конфессий. Вифлеемский университет, первый основанный на Западном берегу, прослеживает свои корни до 1893 года, когда Братья христианских школ открыли школы по всей земле Палестины и Египта. С 1988 по 2008 год президент Вифлеемского католического университета Мишель Асад Саббах исполнял обязанности латинского Иерусалимского патриарха, став первым арабом — главой католиков латинского обряда на Святой земле.

## Здравоохранение
В Вифлееме располагается одна государственная больница, подчинённая министерству здравоохранения ПНА — психиатрическая больница доктора Кемаля, а также три частных больницы — больница Святого Семейства, детская больница «Caritas» и родильный дом «Аль-Дибс». Есть также несколько благотворительных и медицинских учреждений и частных медицинских клиник, специализирующихся в области здравоохранения и социального развития. Также имеется множество лабораторий, радиологических центров, клиник общественного здравоохранения и аптек.

## Религия

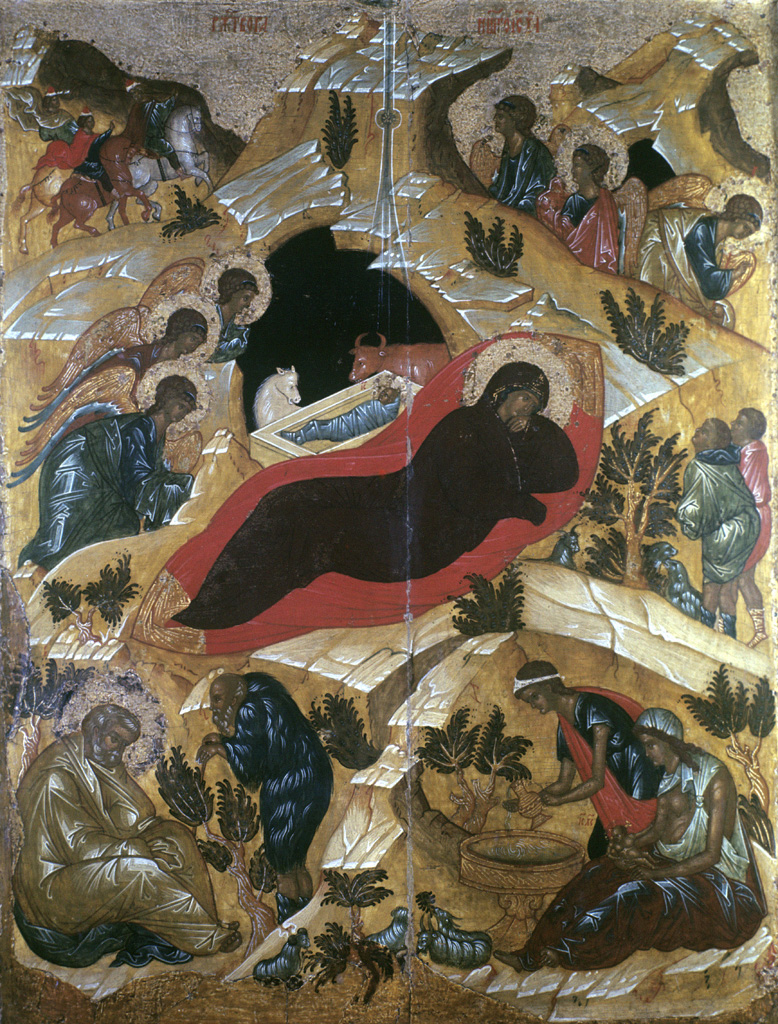
Последователь Рублёва. «Рождество Христово». Икона. 1410—1430. Государственная Третьяковская галерея, Москва

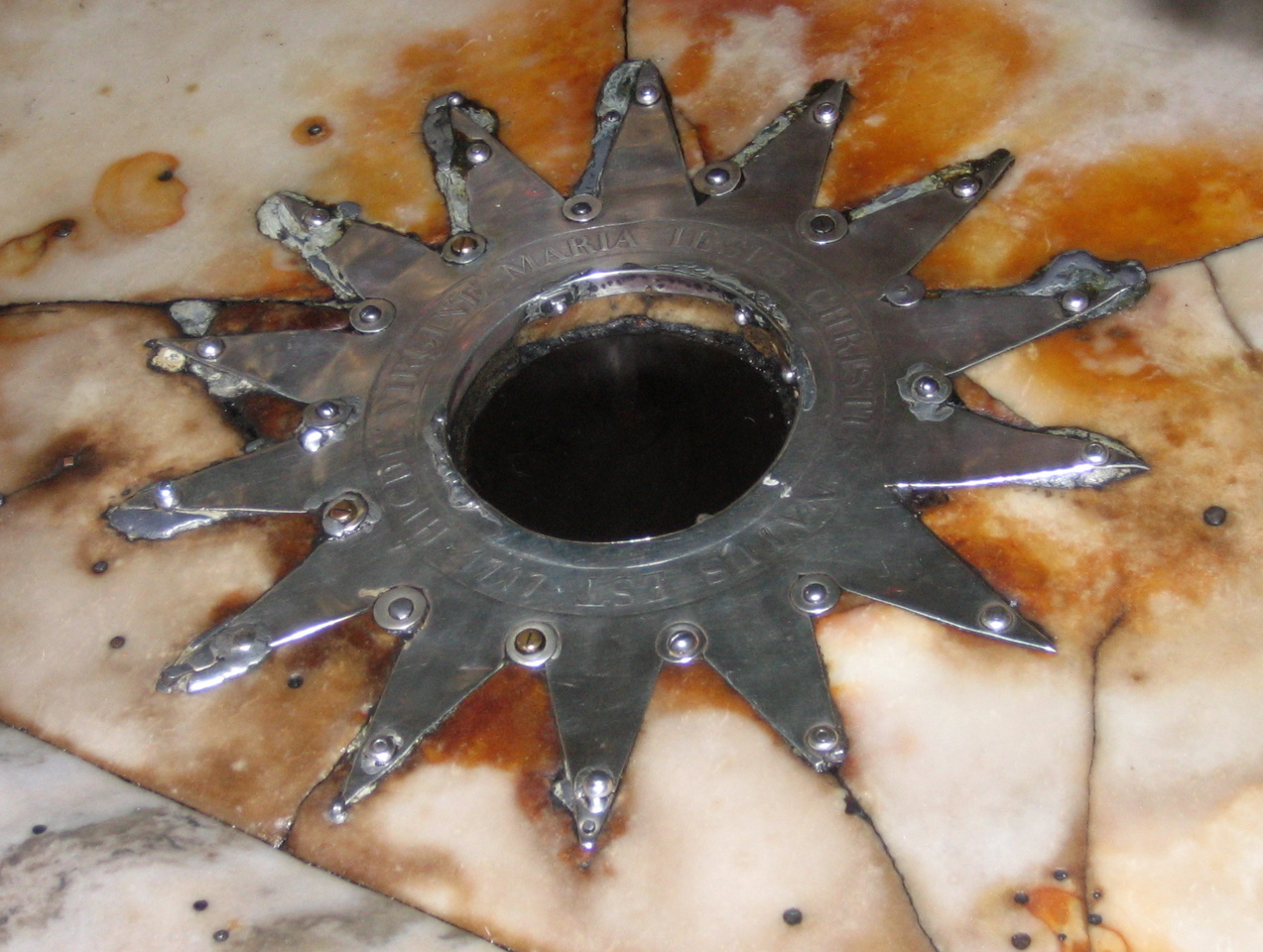
Серебряная звезда отмечает в Святом Вертепе место, где, согласно христианским преданиям, родился Иисус Христос

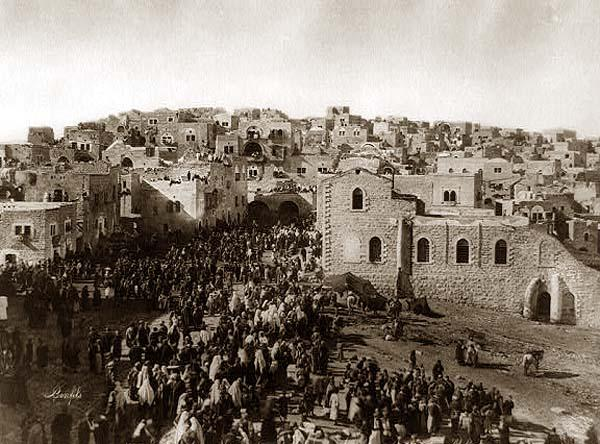
Паломники в Вифлееме на Рождество. Фото 1890 года

Согласно пророчеству Михея, жившего в VIII веке до н. э., в городе должен был родиться Мессия: «И ты, Вифлеем-Ефрафа, мал ли ты между тысячами Иудиными? из тебя произойдёт Мне Тот, Который должен быть Владыкою в Израиле и Которого происхождение из начала, от дней вечных» (Мих. 5:2), — потому считалось, что мессия должен произойти из рода Давида, родившегося в Вифлееме. Христиане относят это пророчество к Иисусу Христу.
Евангелия описывают Вифлеем как место рождения Иисуса Христа, поэтому город почитается христианами как второй по святости после Иерусалима. В Евангелиях от Матфея и от Луки приводятся различные события, сопровождающие рождение Иисуса Христа. В Евангелии от Луки родители Иисуса живут в Назарете и отправляются на перепись Квириния в Вифлеем, где Мария родила Иисуса, после чего они возвратились домой (Лк. 2:4). В Евангелии от Матфея упоминается только Вифлеем, но не перепись. Узнав, что в городе родился «Царь Иудейский», Ирод приказал избить всех младенцев в возрасте двух лет и ниже в городе и его окрестностях. Иосиф, предупреждённый ангелом Господним, бежал со своей семьёй в Египет; позже Святое семейство поселилось в Назарете. В Евангелиях от Марка и Иоанна повествований о Рождестве нет.
Некоторые современные учёные сомневаются в том, что Иисус родился в Вифлееме, рассматривая библейские сказания не как исторические рассказы, а как символические нарративы, изобретённые, чтобы представить Рождество как исполнение пророчества и подразуметь связь с родословием царя Давида. В статье 2005 года в журнале Archaeology magazine, археолог Авирам Ошри указывает на отсутствие доказательств того, что Иисус родился в Вифлееме, считая, что он родился в Вифлееме Галилейском. В статье 2011 года в журнале Biblical Archaeology Review Джером Мёрфи-О’Коннор оспаривает традиционное мнение о том, что Иисус родился в Вифлееме под Иерусалимом.
Традиционное представление о рождении Иисуса в Вифлееме поддерживал христианский апологет Иустин Философ, указывающий в «Диалоге с иудеем Трифоном» (ок. 155—161), что Святое семейство укрылось в пещере за городом. Ориген Александрийский, писавший около 247 года, ссылается на пещеру в Вифлееме, в которой, по мнению местных жителей, родился Иисус.
Как один из главных центров христианского паломничества, Вифлеем привлёк к себе внимание всех христианских церквей. Кроме православных и католиков здесь отмечено присутствие армян (по крайней мере с V века), а в описаниях пилигримов с XIV века — последователей эфиопской и несторианской церквей, маронитов, яковитов, православных грузин и других.
Рождественские обряды проводятся в Вифлееме в три разные даты: 25 декабря — традиционная дата в римско-католической и протестантских конфессиях, но православные и сиро-яковиты отмечают Рождество 25 декабря (7 января), копты — 29 числа месяца Хойяк (7 января, в високосный год — 8), а армяне — 6 (19) января. Большинство рождественских крестных ходов проходят через площадь Яслей, что напротив базилики Рождества Христова. Римско-католические богослужения проводятся в церкви Святой Екатерины, а протестанты часто используют для таких целей Поле Пастушков.

## Культура и искусство

### Вышивка

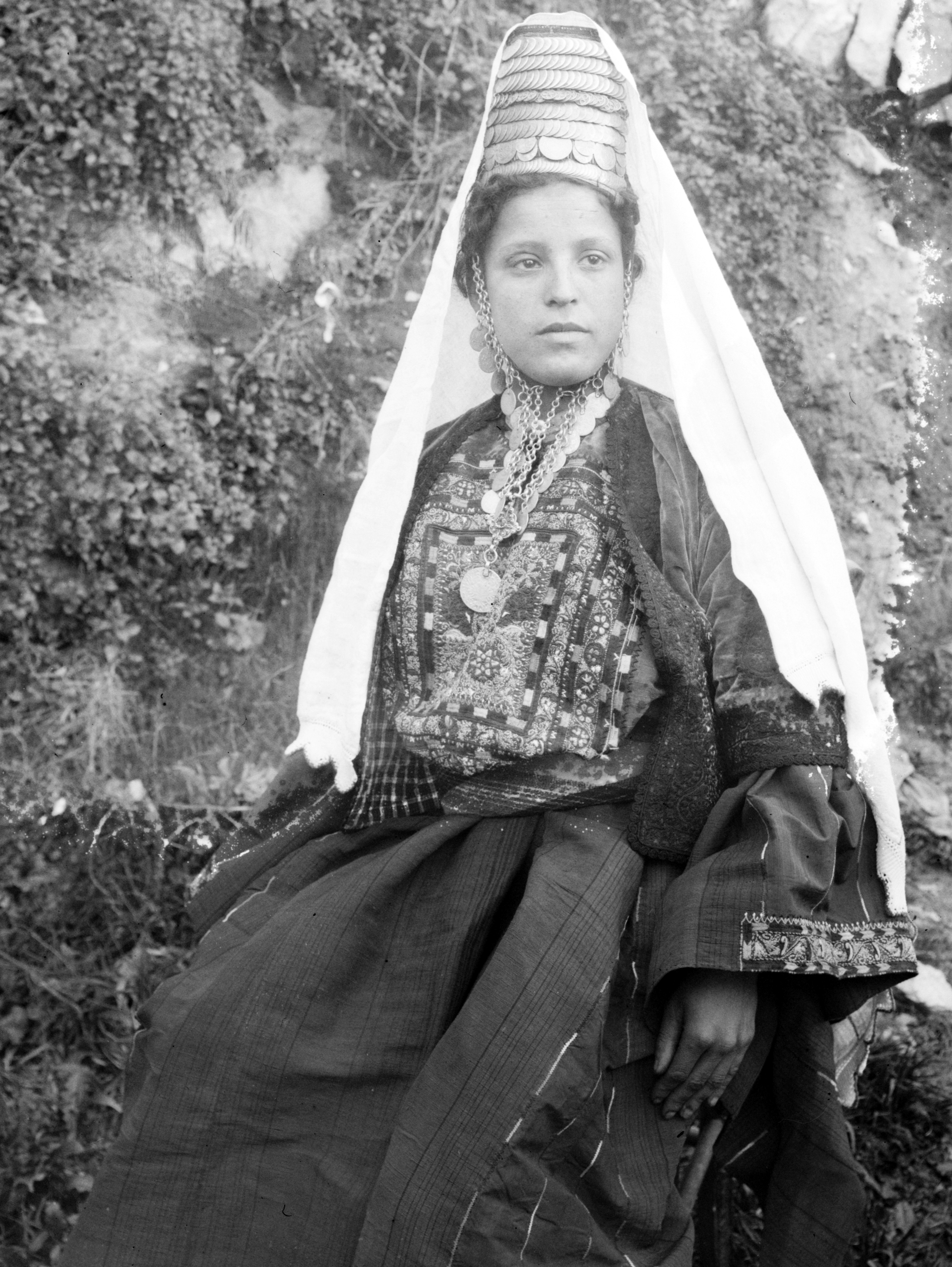
Вифлеемлянка в традиционном платье. 1898—1914 годы

Вифлеемские вышивальщицы славились своей свадебной одеждой. Вифлеемская вышивка была известна своим «сильным общим эффектом цветов и металлического блеска». Менее формальные платья шились из ткани цвета индиго с накидками (бишт) из шерсти местного производства, надеваемыми поверх. Праздничные платья шились из полосатого шёлка с крылатыми рукавами и короткой курткой таксира, известной как «вифлеемская куртка». Таксира шилась из бархата или сукна, обычно с густой вышивкой.
Вифлеемская вышивка уникальна тем, что в ней используется позолоченная или шёлковая нить на шёлке, шерсти, войлоке или бархате, использовавшаяся в одежде для создания стилизованных цветочных узоров со свободными или округлыми линиями. Подобная техника использовалась при пошивке «царских» свадебных платьев (суб маляк), таксир и шатв, которые носили замужние женщины. Некоторые прослеживали её до Византии, другие — до официальных костюмов Османской империи. Будучи жительницами христианского городка, местные женщины также украшали церковные облачения густой вышивкой и серебряною парчою.

## Достопримечательности

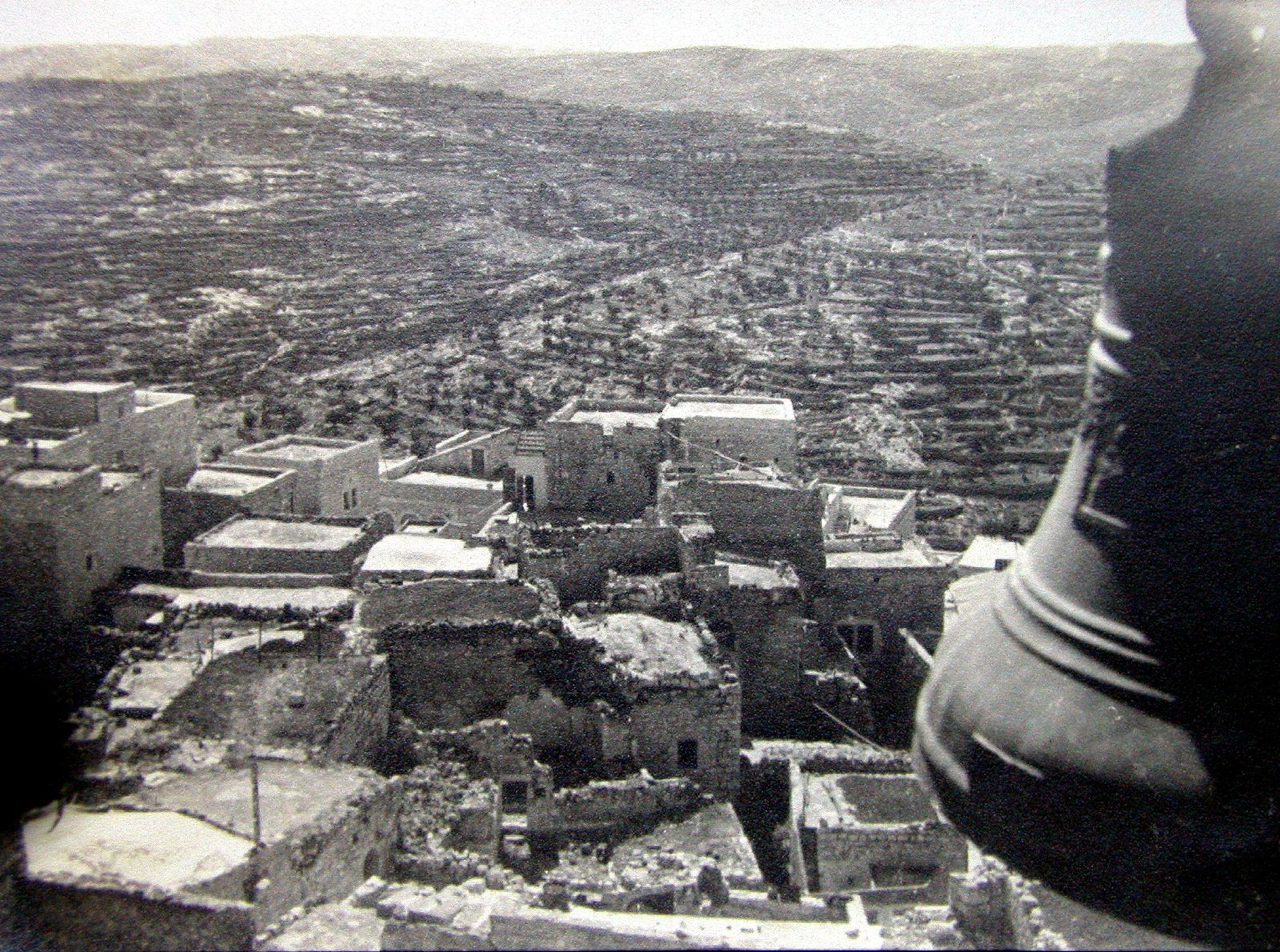
Вифлеем и его южные окрестности. Вид с колокольни греческого монастыря при храме Рождества Христова. Фото 1942 года

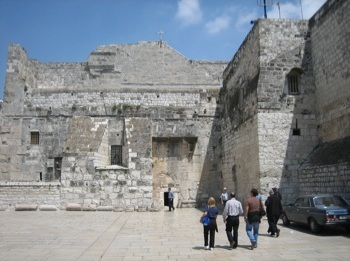
Храм Рождества Христова

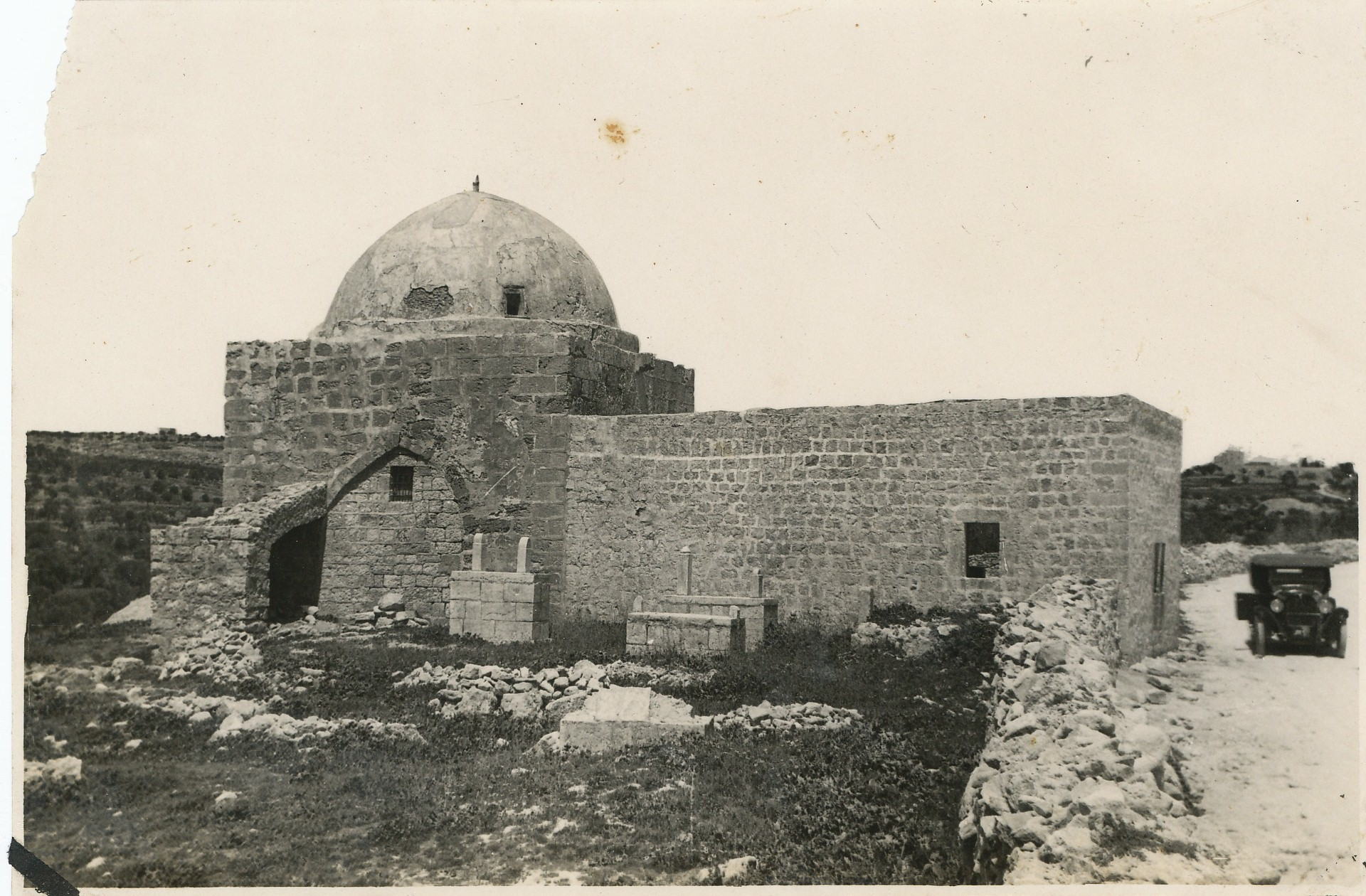
Гробница Рахили. Фото 1930-х

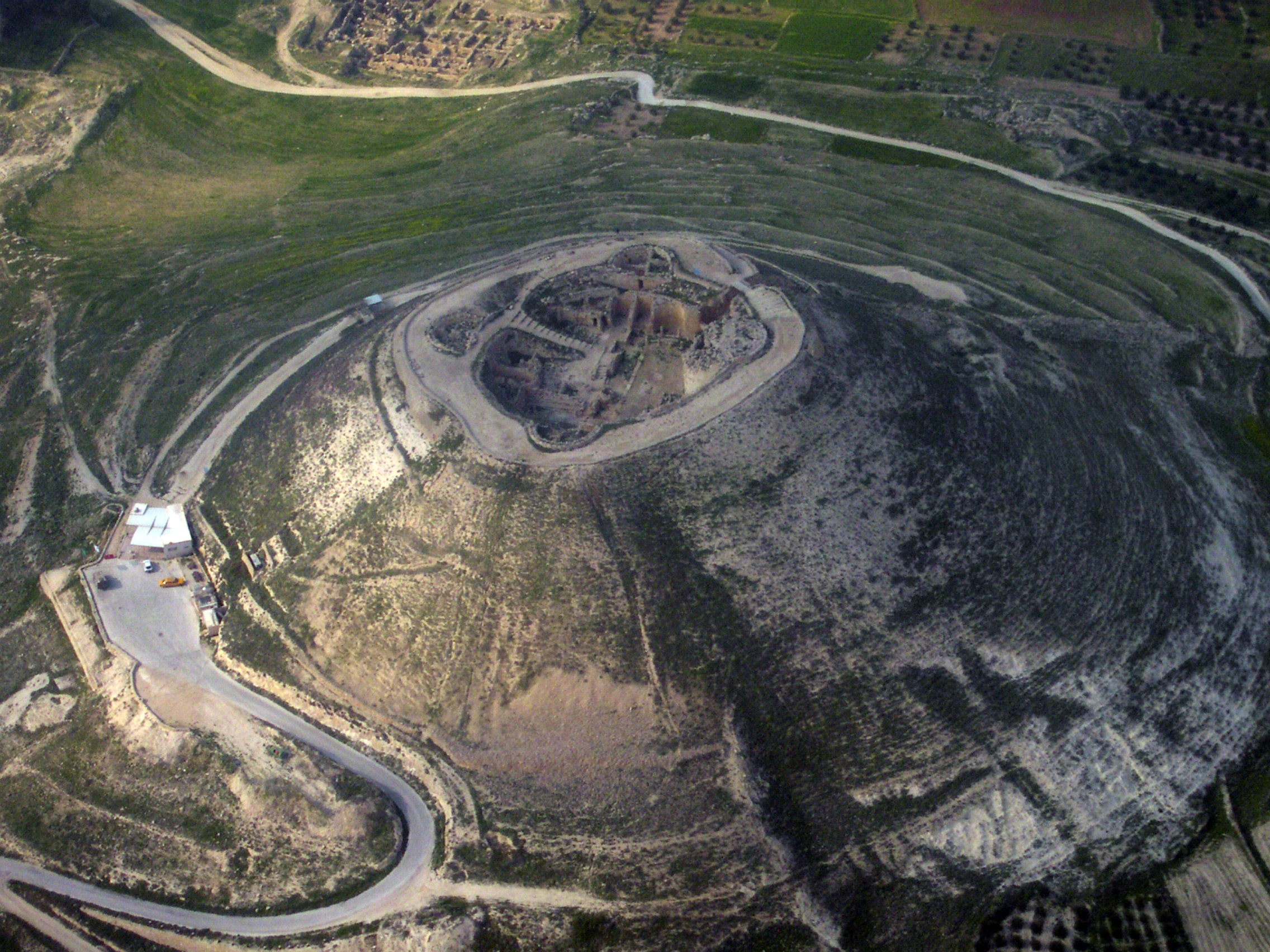
Вид сверху на Иродион

Основная достопримечательность города это Пещера Рождества, величайшая христианская святыня, где, по преданию, родился Иисус Христос. Над пещерой построена Базилика Рождества Христова которая находится на площади Яслей и снаружи больше похожа на небольшую крепость, чем на храм. Базилика построена в 326 году при святой Елене. В 529 году церковь была разрушена во время восстания самаритян против Византии. Сразу после подавления восстания император Юстиниан Великий восстановил её и значительно расширил.
В городе и окрестностях есть множество святых и исторических мест, основные из них:
Святые места в самом Вифлееме:
- Гробница Рахили (Куббат Рахиль) на въезде в Вифлеем со стороны Иерусалима, на старой хевронской дороге. Почитается иудеями, христианами и мусульманами.
- Прямо под Базиликой Рождества Христова расположены:
  - Пещера Рождества
  - Пещера Святого Иеронима. Здесь он прожил десятки лет и здесь же был похоронен.
  - Пещера Вифлеемских младенцев
- Базилику Рождества Христова окружают:
  - Православный греческий монастырь, примыкает с юго-востока.
  - Францисканский монастырь с церковью Святой Екатерины[англ.], главным католическим храмом города, примыкает с севера.
  - Армянский монастырь, примыкает с юго-запада.
- «Млечный вертеп», расположенный неподалёку от базилики Рождества.
- Колодцы царя Давида, из которых, по преданию, царю Давиду принесли воду три его храбрых воина (Исбосеф, Елеазар, Шамма) во время битвы с филистимлянами (2Цар. 23:14-17). Находятся на территории Католического социального центра. В 1895 году рядом с колодцами были найдены остатки византийской церкви.

Святые места поблизости от Вифлеема:
- Греческий православный монастырь Пастухов, расположенный в Бейт-Сахуре в 2 км к востоку от базилики Рождества Христова. Монастырь является подворьем лавры Святого Саввы Освященного. Здесь, по православному преданию, ангел возвестили пастухам о рождении Христа (Лк. 2:8-18). Пещера, которая служила пастухам ночлегом в Рождественскую ночь и в которой они, по преданию, похоронены, в настоящее время является криптой пещерной церкви монастыря. Рядом с криптой находится современный греческий православный храм «Слава в вышних Богу». Древние развалины в церковном дворе, по преданию, считаются остатками башни Гадер, упоминаемой в Ветхом Завете (Бытие. 35:21). Считается также, что здесь же было поле Вооза, на котором Руфь собирала колосья (Руфь. 2:2-3)[121].
- Католическая Часовня на Пастушьем поле[англ.] («Слава в Вышних Богу»), построенная в честь явления пастухам Ангелов, возвестивших о Рождестве Спасителя. К востоку от Вифлеема, недалеко от Поля Пастушков.
- Православный греческий монастырь Илии Пророка[англ.], расположенный на полдороге из Иерусалима в Вифлеем (на территории Израиля, а не Палестинской автономии).
- Православный греческий монастырь святого Феодосия Великого, расположен в 11 км к востоку от Вифлеема. На территории монастыря есть пещера в которой, по преданию, останавливались волхвы, приходившие поклониться родившемуся Христу.
- Лавра святого Саввы Освященного, расположена примерно в 15 км на восток от Вифлеема, в Иудейской пустыне.

Исторические места:
- Крепость Иродион, которую построил Ирод Великий, правивший в Иудее во время рождения Христа и приказавший, согласно Евангелию, совершить избиение младенцев. Расположена в 5 км к юго-востоку от Вифлеема.
- Пруды Соломона, расположенные около дороги из Вифлеема в Хеврон, три огромных резервуара для сбора воды, часть древней системы водоснабжения Иерусалима.

В Вифлееме есть улица Путина, получившая такое название при официальном визите российского президента В. В. Путина в Палестину в июне 2012 года, на которой тогда же был открыт российский центр науки и культуры и с 2013 года также строится культурно-деловой центр России.

## Города-побратимы
Вифлеем является городом-побратимом следующих городов:
- Мэрриквилл[англ.], Австралия
- Штайр, Австрия
- Валиньюс, Бразилия
- Натал, Бразилия
- Сан-Педру-ду-Бутия, Бразилия
- Кёльн, Германия
- Афины, Греция
- Мадаба, Иордания
- Кордова, Испания
- Ассизи, Италия
- Брешиа, Италия
- Верона, Италия
- Галлиполи, Италия
- Греччо, Италия
- Милан, Италия
- Монтеварки, Италия
- Монтесаркьо, Италия
- Орвието, Италия
- Отранто, Италия
- Пратовеккьо, Италия
- Умбрия, Италия
- Флоренция, Италия
- Чивитавеккья, Италия
- Рабат, Марокко
- Монтеррей, Мексика
- Гаага, Нидерланды
- Сарпсборг, Норвегия
- Абу-Даби, ОАЭ
- Куско, Перу
- Лиссабон, Португалия
- Владимир, Россия[125]
- Санкт-Петербург, Россия
- Берлингтон, США
- Орландо, США
- Сакраменто, США
- Ялвач, Турция
- Крей, Франция
- Сент-Эрблен, Франция
- Страсбург, Франция
- Шартр, Франция
- Глазго, Шотландия, Великобритания
- Претория, ЮАР

## Топонимика
- Имя Вифлеема получили многие населённые пункты в мире (Бетлехем, Белен).
- В Галилее есть посёлок Бейт Лехем ха-Глилит (древний Вифлеем Галилейский). По мнению некоторых исследователей, именно в нём мог родиться исторический прототип Иисуса Христа.
- Слово «бедлам» происходит от названия психиатрической больницы в Лондоне и, в конечном счёте, от названия города Вифлеем.